# Michael Overesch
Michael Overesch (* 1977 in Münster) ist ein deutscher Wirtschaftswissenschaftler.

## Leben
Er studierte in Osnabrück und Mannheim Betriebswirtschaftslehre (Diplom-Kaufmann). 2009 wurde er bei Ulrich Schreiber und Christoph Spengel von der Universität Mannheim zum Doktor der Wirtschaftswissenschaften promoviert. Von 2011 bis 2013 lehrte er als Inhaber der Professur für Betriebswirtschaftliche Steuerlehre an der Goethe-Universität. Er ist seit 2013 Professor für Betriebswirtschaftliche Steuerlehre an der Universität zu Köln.
Seine Forschungsschwerpunkte sind internationale Unternehmensbesteuerung, empirische Steuerwirkungsanalysen, Steuerplanung multinationaler Unternehmen, Besteuerung und Finanzierungsentscheidungen und Abbildung von Steuern in Konzernabschlüssen.

## Schriften (Auswahl)
- mit Dennis Voeller: The impact of personal and corporate taxation on capital structure choices. Mannheim 2008.
- Besteuerung und Entscheidungen von grenzüberschreitend tätigen Unternehmen. Eine empirische Steuerwirkungsanalyse. 2009.
- mit Lars P. Feld und Jost H. Heckemeyer: Capital structure choice and company taxation. A meta-study. Mannheim 2011.
- mit Jost H. Heckemeyer: Multinationals’ Profit Response to Tax Differentials: Effect Size and Shifting Channels. Mannheim 2013.